# Igreja de Maria (Almer)
A Igreja de Maria é uma igreja listada como Grau I em Almer, Dorset, na Inglaterra. Tornou-se um edifício listado no dia 18 de março de 1955.